# 新參者
《新參者》是日本作家東野圭吾的推理小說，也是「加賀恭一郎系列」的第八本小說。本作最初是在講談社的《小說現代》自2004年8月號開始連載，之後5年內斷斷續續連載了9個短篇。小說每個短篇中的主角都不同，但隨著各個短篇事件的解決，與事件並無直接關係的周邊人物與謎團逐漸慢慢浮現。單行本於2009年由講談社出版。
2010年以東野圭吾《新參者》的改編成同名電視劇。

## 出版書籍
| 出版社      | 出版日期      | 格式   | 頁數  | ISBN                   | 譯者   |
| ----------- | ------------- | ------ | ----- | ---------------------- | ------ |
| 講談社      | 2009年9月18日 | 單行本 | 354頁 | ISBN 978-4-06-215771-1 | 不適用 |
| 獨步文化    | 2011年7月8日  | 平裝書 | 368頁 | ISBN 978-986-656-294-5 | 阿夜   |
| 南海出版社  | 2011年9月1日  | 平裝書 | 274頁 | ISBN 978-754-425526-4  | 岳远坤 |
| 朝鮮 (地區) | 2012年3月16日 | 平裝書 | 440頁 | ISBN 978-899-098246-9  |        |
| 泰国        | 2013年        | 平裝書 | 296頁 | ISBN 978-616-515-532-8 |        |
| 講談社      | 2013年8月9日  | 文庫本 | 416頁 | ISBN 978-4-06-277628-8 | 不適用 |

## 書籍評價
- 2010年 第7回 「書店大奬」　第9名
- 2009年 「週刊文春推理小說 Best 10」　第1名
- 2010年 「這本推理小說真厲害！」　第1名
- 2010年 「本格推理小說 Best 10」　第5名
- 2010年 「這本懸疑小說我想讀！」　第5名
- 在東京日本橋地區這一舞臺上，刑警加賀恭一郎面對情感與謊言，憑借如獵犬般敏銳的嗅覺，解開了九個看似獨立的謎團，最終令案件真相大白，標誌著東野圭吾邁向推理的全新境界[1]。
- 東野圭吾筆下無限接近完美的男人[1]
- 「讀賣新聞」年度最佳圖書”[1]

## 宣傳詞
- 「要傳達給他的那份溫柔、悲傷與歡喜，她再也不能說出來了。[2]」
- 謊言是真相的影子，一旦找到就要踩住不放。
- 謊言很美味，但是馬上會受潮；實話難以下嚥，卻能永久受用。
- 謊言有三種，第一種是為了保護自己；第二種是為了欺騙別人；第三種是為了包庇他人。
- 即使失敗一百次，也不要後悔一次。

## 故事簡介＆登場人物
在日本橋附近獨居的45歲女性三井峯子遭勒斃。作為該地區的新參者（即新遷入的人），受害人三井的人際關係與兇手犯案動機是一團迷霧，警方唯有依靠地緣關係作地毯式追查。為了得知真相，同樣身為該地區的新參者，剛到任日本橋警署的警官加賀恭一郎逐一訪查受害人生活中稍稍有接觸過的人。儘管幾乎所有人的證供中皆有不盡不實之處，但最後發現大都皆與命案無關，而是作證者因自身其他原因而隱瞞甚至說謊。加賀在未知的土地上來回奔波，解開九道謎題，逐一排除無關命案的線索，也慢慢發現這地區可愛的風土民情。在破案之餘，更深入了解造成慘劇的根源。
關於加賀恭一郎、松宮脩平等人物請參看「加賀恭一郎系列－登場人物」。
三井 峯子（Mitsui Mineko）
本案的被害者，45歲。剛搬入小傳馬町不久被殺。
清瀨 直弘（Kiyose Naohiro）
峯子的前夫。
清瀨 弘毅（Kiyose Kouki）
峯子的兒子。
青山 亞美（Aoyama Ami）
弘毅的戀人。

### 第一章·煎餅屋的女兒
- 原題：
- 初出：『小說現代』2004年8月號

在日本橋人形町裡，菜穗和祖母聰子及父親文孝經營著一家煎餅店，有天一個名叫加賀的刑警慕名到來。加賀正在調查一個45歲女人三井峯子被勒斃的案件，而保險經紀田倉慎一案發當日曾到過三井家中處理三井購買保險事宜，之後來到煎餅屋處理聰子的醫療賠償事項。菜穗和聰子都認為以田倉的性格是不可能殺人的，但其他人的供詞卻與田倉供述案發當日的不在場證明自相矛盾。究竟田倉在隱瞞些什麼？
- 上川 菜穗（Kamikawa Naho）

煎餅屋「甘辛」的女兒，在美容學校上課。母親早逝，由父親和祖母養大。
- 上川 聰子（Kamikawa Satoko）

經營「甘辛」的上代店主的妻子。性格頑固，愛嘮叨。前幾天因患病而在鬼門關徘徊過。
- 上川 文孝（Kamikawa Fumitaka）

「甘辛」的現店主。為了聰子而演了一場戲，卻和這次的問題聯繫上了。
- 田倉 慎一（Takura Shinichi）

新都生命保險推銷員。

### 第二章·料亭的小師父
- 原題：
- 初出：『小說現代』2005年6月號

刑警找上「松矢」料理店的學徒修平問話。修平案發當日特地買了七個甜餡，三個無餡的客製化重盛人形燒，與案發現場發現的重盛人形燒相同，而盛載人形燒的盒子上，除了死者三井峯子及售賣人形燒的店員外，還有第三個人的指紋。修平聲稱買下的人形燒全被自己吃光了。但加賀卻查出他並不十分喜歡吃甜食的，而料理店老闆也有不為人知的秘密。修平是否隱瞞些什麼？「松矢」料理店的秘密又是？
- 佐佐木 修平（Sasaki Shuuhei）

料理店「松矢」的學徒。案發當日買了十個人形燒。似乎在為老闆保守著某個秘密。
- 枝川 泰治（Edakawa Taiji）

料理店「松矢」的老闆，負責為料理店選購「真妻」的芥末。但背地裡似乎在搞外遇。
- 枝川 賴子（Edakawa Yoriko）

料理店「松矢」的老闆娘，負責打點料理店里里外外的事。表面不動聲色但暗裡對丈夫在外的事瞭如指掌。
- Asami

夜總會「Aphrodita」的陪酒女郎，單親媽媽。

### 第三章·陶瓷鋪的媳婦
- 原題：
- 初出：『小說現代』2005年10月號

陶瓷鋪的店主鈴江和她的媳婦麻紀相處不融洽，經常吵架。面對兩人的爭執，店主兒子尚哉左右為難。這時加賀來到店裡詢問，查明了案發前死者三井峯子曾給麻紀發送過郵件，因麻紀案發前曾拜託她幫自己買一把廚剪。但是加賀發現麻紀家裡已經有了同樣的廚剪，這點令加賀覺得奇怪。另一方面，鈴江正準備要外出旅行，麻紀為什麼要暗中買一把廚剪呢？
- 柳澤 尚哉（Yagisawa Naoya）

大型建築承包公司的維修工人。是麻紀工作的夜店的常客，後和麻紀結婚。
- 柳澤 麻紀（Yagisawa Maki）

尚哉的妻子。本來性格就倔強，因自己喜歡的卡通人物毛巾被婆婆鈴江用來當作抹布而生氣，和鈴江起了爭執。之後與鈴江一直冷戰。
- 柳澤 鈴江（Yagisawa Suzue）

尚哉的母親，瓷器店「柳澤商店」的店主。

### 第四章·鐘錶店的狗
- 原題：
- 初出：『小說現代』2008年1月號

暴躁倔強的鐘錶店老闆寺田玄一對於私奔而去的女兒女婿極不諒解，工作外唯一興趣是溜自家柴犬，也因溜狗而在案發當日偶遇死者三井峯子。寺田對加賀清楚交代了當時行蹤，但加賀卻察覺寺田提及與死者偶遇的地點與事實不符，於是加賀趁寺田不在鐘錶店時上門查訪，與鐘錶店學徒一同溜狗，從而確認了自身的推斷，也查明寺田說謊的原因。

### 第五章·西餅店的店員
- 原題：
- 初出：『小說現代』2008年8月號

加賀發現死者三井峯子是區內一間西餅店的常客，而且異常地關切該店的一名懷孕女店員北村美雪。三井之子清瀨弘毅早年離家出走，直到三井遇害後才知母親搬到自己居所附近。弘毅嘗試探索母親生前點滴。在加賀的追查下，找出了美雪與弘毅兩個互不相識的人，陰錯陽差的關係。

### 第六章·翻譯家友人
- 原題：
- 初出：『小說現代』2009年2月號

死者三井峯子在大學同學，翻譯家吉岡多美子的鼓勵與支持下，勇敢結束婚姻尋求自立，吉岡承諾會協助離婚後的三井成為全職翻譯家。但不久吉崗卻因尋得人生摯愛而打算結束在日本的一切，與愛人結婚並移民海外，三井因而稍有不滿。案發當天兩人原定見面，吉岡卻因男友力邀選購婚戒而將見面時間延後，三井就在朋友幸福洋溢的時刻被殺。吉岡十分傷心並自責不已，無法安心地依原定計畫結婚和移民。加賀耐心追索出三井生前最後的打算，及其真實心意。

### 第七章·清潔公司的社長
- 原題：
- 初出：『小說現代』2009年5月號

死者三井峯子之子清瀨弘毅企圖回溯母親的生活，追查到身為清潔公司社長的父親，即三井之前夫清瀨直弘。半年前直弘與三井離婚後，隨即聘請了一個銀座俱樂部出身的漂亮女秘書宮本祐里，而直弘的清潔公司一向沒有秘書的職位。在直弘公司因經營困難而不得不裁員時，仍堅持留下宮本，以致眾人皆懷疑直弘與宮本有曖昧關係，三井亦可能藉此以前夫有外遇為由，重新要求直弘付出更高的贍養費，直弘與宮本因而動了殺機。然而經加賀查證後，直弘與宮本卻並非真兇，但他們真正的關係更加驚人。

### 第八章·民藝品店的客人
- 原題：
- 初出：『小說現代』2009年6月號

加賀走訪賣陀螺的民藝品店及玩具店調查銷售情形，並上門訪查購買陀螺的老先生兒媳一家。山雨欲來。

### 第九章·日本橋的刑警
- 原題：
- 初出：『小說現代』2009年7月號

即將退休的警視廳刑警上杉奉命查案，中規中矩。新到轄區刑警加賀不請自來，與他搭檔並報告知目前進度。警方基於線索收網逮捕為錢殺人的凶手。凶手供認下手行凶，但對動機稍有保留。加賀勸服上杉以自身經驗讓凶手供認背後的動機。
加賀向上杉解釋全案各項細微之處，並帶他親眼見證各關係人於命案前後的變化。

## 電視劇
電視劇於2010年4月18日至6月20日於TBS的周日劇場播出，由阿部寬主演（自「龍櫻」之後首次在TBS演出連續劇），另外同劇的黑木美沙、向井理與溝端淳平則是首次於TBS演出電視劇。片頭和片尾的旁白由黑木美沙擔任。
電視劇劇情大抵忠於原作，但在原作中的青山亞美只是弘毅的戀人，而且與加賀並沒有太多交流,出場的章回也不多,另外根據原作,加賀的表弟松宮脩平並沒有在本作中登場。
作為本作的前傳，改編自《紅手指》的特別篇電視劇「紅手指～『新參者』加賀恭一郎再次登場！」亦在2011年1月3日播出。2014年初則播映第二部特別篇電視劇、作為《紅手指》前傳的《沉睡森林》（2012和2018年日本還分別上映了原班人馬主演的電影《麒麟之翼》和《當祈禱落幕時》）。
宣傳語是「案件的嫌疑人是在日本橋人形町來往的人們」、「兇手就在我的心中…」。

### 主演
- 加賀恭一郎（39） - 阿部寬

日本橋署刑警，松宮脩平的表哥。
- 青山亞美（25） - 黑木美沙

地方雜誌「Doll Town」的記者，加賀恭一郎的學妹。
- 松宮脩平（26） - 溝端淳平

警視廳搜查一課殺人班刑警，加賀恭一郎的表弟。
和原作一樣，把加賀的父親隆正當作自己的親生父親般尊敬；和原作不同的是對加賀的稱呼：原作中是「恭哥」，電視劇裡改成「加賀先生」。
- 小嶋一道（44） - 木村祐一

警視廳搜查一課殺人班主任。原作中並未出場。
- 上杉博史（55） - 泉谷茂

警視廳搜查一課殺人班刑警。
在原作中是加賀的搭檔，電視劇中則負責獨自集中調查被害者的家人。因為對死者前夫直弘和他的秘書祐理的強行調查而受到處分，主動請辭，但小嶋並未受理。
- 三井峯子（45） - 原田美枝子

事件被害者。
- 清瀨弘毅（22） - 向井理

事件被害者三井峯子的兒子。
- 清瀨直弘（53） - 三浦友和

事件被害者的前夫，清潔公司的社長。
- 岸田要作（60） - 笹野高史

清瀨直弘經營公司的專用稅務師。

### 分集演員
- 上川菜穗 - 杏（第1話）

上川聰子的孫女。
- 上川聰子（65） - 市原悅子（第1話）

上川文孝的母親，也是上川菜穗的奶奶。
- 田倉慎一 - 香川照之（第1・最終話）

新都生命的營業員。
- 枝川泰治（45） - 寺島進（第1・2話）

料理店「松矢」的老闆。
- 枝川賴子（43） - 夏川結衣（第1・2話）

料理店「松矢」的老闆娘。
- 佐佐木修平（17） - 石黑英雄（第1・2話）

料理店「松矢」的廚師見習生。
- 柳澤麻紀（24） - 柴本幸（第1 - 3、6話）

柳澤尚哉的妻子。
- 柳澤鈴江（65） - 倍賞美津子（第2・3話）

瀨戶物屋「柳澤商店」的老闆娘、柳澤麻紀的婆婆。
- 寺田玄一（65） - 原田芳雄（第1 - 4話）

「寺田鐘錶店」的老闆。
- 光岡彰文（40） - 惠俊彰（第4話）

「寺田鐘錶店」的員工。
- 吉岡多美子 - 草刈民代（第1・2・4・6話）

翻譯家，三井峯子的朋友。
- 北村美雪（29） - 紺野真昼（第1 - 3、5 - 7・最終話）

西點店「Patisserie Quattro」的店員。
- 宮本祐理（29） - （麻衣子）（第1 - 3、6 - 最終話）

清瀨直弘的秘書。
- 岸田克哉（27） - 速水直道（第8 - 最終話）

岸田要作的兒子。
- 菅原美咲 - 小泉深雪（第1・2・5・9・最終話）

工藝店「頰月屋」的店員。
- 奈奈 - 澤木流香（第1 - 最終話）

鯛魚燒屋「銀之餡」的女兒。
- 望月綾名 - 橋本真實（第1・2・4・7・9・最終話）

青山亞美的同事。

### 客串演員
- 上川文孝（45） - 小林隆（第1話）

煎餅店「甘辛」的主人。
- 前橋京子 - 松本亞由美（第1話）

新都生命保險的職員。
- 警察 - 阿南健治（第1話）
- 龜田誠一 - 津田寬治（第1話）

龜田人形工房的主人。
- 龜田貴子 - 麻生祐未（第1話）

龜田誠一的妻子。
- 龜田誠一的母親 - 内海桂子（第1話）
- Asami - 宮地真緒（第2·4·8話）

夜總會「Aphrodita」的陪酒女郎。
- 柳澤尚哉（35） - 大倉孝二（第2·3話）

公司職員，柳澤麻紀的丈夫。
- 三麗鷗商店的店員 - 小倉優子（第3話）
- 日用刀具店的店主 - 前川清（第3話）
- 寺田志摩子 - 松本純（第4話）

寺田玄一的妻子
- 澤村香苗 - 波瑠（第4話）

寺田玄一和志摩子的女兒，澤村秀幸的妻子。
- 澤村秀幸 - 心之介（SQUAREHOOD）（第4話）

澤村香苗的丈夫。
- 藤原真知子（45） - 綾戶智惠（第5話）

三井峯子的朋友。
- 篠塚祐 - 柏原收史（第5·最終話）

劇團「安宅」的導演。
- 咖啡店「黑茶屋」的主人 - 八代英輝（第5話）
- 橘浩二 - 谷原章介（第6話）

映像作家，吉岡多美子的未婚夫。
- 三井峯子的親戚 - 川口圭子（第6話）
- 雜誌《LICHT》的主編 - 峰龍太（第6話）
- 橘浩二的秘書 - 杉本彌咲（第6話）
- 上杉和博（享年16、回想） - 早乙女太一（第7·最終話）

上杉博史的兒子。
- 前田 - 大迫一平（第7·最終話）

上杉和博的朋友。
- 高町静子 - 元井須美子（第7話）

三井峯子的律師。
- 警官 - 村松利史（第7話）
- 戶紀子（回想） - 吉井憐（第8話）

小酒館裡的媽媽桑，宮本祐理的母親
- 年輕的清瀨直弘（回想） - 和田正人（第8話）
- 年幼的清瀨弘毅（回想） - 秋山悠介（第8 - 最終話）
- 岸田玲子（25） - 金智順（第9·最終話）

岸田克哉的妻子。
- 岸田翔太（6） - 中西龍雅（第9·最終話）

岸田克哉和玲子的兒子。
- HOBBY SHOP的店長 - 橫山善志（第9·最終話）
- 少年時期的岸田克哉（回想） - 栗原大河（第9話）
- 長井 - 田村泰二郎（第9·最終話）

「清瀨清潔公司」的原職員。
- 佐川 - 三野文太（最終話）

針線舖「千鳥屋」的主人

### 工作人員
- 企劃：那須田淳
- 製作人：伊與田英德、中井芳彥
- 劇本：真野勝成、牧野圭祐
- 音樂：菅野祐悟
- 音樂製作人：志田博英
- 協力：人形町商店街工會 / 甘酒横丁商店會
- 導演：山室大輔、平野俊一、韓哲、石井康晴
- 製作著作：TBS

### 主題曲
- 山下達郎「街物語（まちものがたり）」

### 各話列表
| 第1話                                        | 2010年4月18日 |  | 煎餅店的女兒                                                                       | 山室大輔 | 21.0% |
| 第2話                                        | 2010年4月25日 |  | 料理店的學徒                                                                       | 平野俊一 | 15.1% |
| 第3話                                        | 2010年5月2日  |  | 瓷器店的媳婦                                                                       | 韓哲     | 13.3% |
| 第4話                                        | 2010年5月9日  |  | 鐘錶店的狗                                                                         | 山室大輔 | 14.7% |
| 第5話                                        | 2010年5月16日 |  | 蛋糕店的店員                                                                       | 平野俊一 | 12.9% |
| 第6話                                        | 2010年5月23日 |  | 翻译家的朋友                                                                       | 韓哲     | 14.1% |
| 第7話                                        | 2010年5月30日 |  | 刑警的兒子                                                                         | 石井康晴 | 12.8% |
| 第8話                                        | 2010年6月6日  |  | 清潔公司的社長                                                                     | 山室大輔 | 12.7% |
| 第9話                                        | 2010年6月13日 |  | 工藝品店的客人                                                                     | 平野俊一 | 14.7% |
| 最終話                                       | 2010年6月20日 |  | 日本橋的刑警                                                                       | 山室大輔 | 18.0% |
| 特別篇                                       | 2011年1月3日  |  | 紅手指～系列人氣No1改編電視劇 假如摯愛的人殺人的話？ 加賀解開淚水的連鎖·家族的羈絆 | 土井裕泰 | 15.4% |
| 平均14.93%（Video Research對關東地區的調查） |               |  |                                                                                    |          |       |

## 節目的變遷
| TBS 周日劇場                        | TBS 周日劇場                             | TBS 周日劇場 |
| ----------------------------------- | ---------------------------------------- | ------------ |
|                                     | 新參者 （2010.4.18 - 2010.6.20）         |              |
| 不平之鳴2 （2010.1.17 - 2010.3.21） | GM～跳舞的醫生 （2010.7.18 - 2010.9.19） |              |

## 相關商品
- 新参者／DVD-BOX （页面存档备份，存于）（日語）

## 外部連結
- （日語）新参者　特集
- （日語）電視劇官方網站 （页面存档备份，存于）